# 湘北短期大学
湘北短期大学（日语：／ Shohoku Tanki Daigaku *），简称湘北短（しょうほくたん），是一所位于日本神奈川县厚木市的私立短期大学。

## 概要

### 简介
- 学校最早可以追溯到1964年[1]。短期大学为于1974年开办[1]、由学校法人索尼学园经营。

### 历史
- 1974年 湘北短期大学成立并同时设置电子工学科（第一部、第二部）[1]、生活科学科（第一部、第二部）[1]。
- 1979年 于4月幼儿教育科成立[1]。于8月电子工学科及生活科学科的各自第二部停办[1]。
- 1986年 商经学科成立[1]。
- 1989年 电子工学科改名为电子信息学科[1]。
- 1992年 专科生活科学专攻成立[1]。
- 1995年 专科保育专攻成立[1]。生活科学科分离为生活科学专攻和住宅设计专攻[1]。
- 1998年 专科保育专攻为大学评价学位授予机构批准[1]。
- 2002年 生活科学科变更为生活演出学科、幼儿教育科变更为保育学科、商经学科变更为综合商务学科、变更为信息媒体学科[1]。
- 2003年 专科保育专攻停办[1]。
- 2013年 专科住宅专攻停办[1]。

### 宪章
- 请参看湘北短期大学的标志 （日語） 2013年11月24日阅览。

## 学校环境
- 校区：在神奈川县厚木市

## 历任校长
- 鸠山道夫：第一代短期大学校长[1]。
- 冢本哲男 1976年10月[1]
- 藤村安志 1986年4月[1]
- 宮武和也 1989年4月[1]
- 宫冈千里 1996年4月[1]
- 山田敏之 2001年4月[1]
- 米泽健一郎 2006年4月[1]
- 宮下次卫：2012年4月[1]。现在短期大学校长[2]

## 组织

### 学科
- 生活演出学科[注 1]
- 信息媒体学科[注 6]
- 保育学科
- 综合商务学科

### 前学科
- 生活科学科
  - 第一部
    - 生活科学专攻[注 2]
    - 住宅设计专攻[注 3][注 2]
- 电子工学科
  - 第一部
  - 第二部[注 5]
- 保育学科
- 综合商务学科

### 专科
| - 住宅专攻 - 保育专攻 |

### 业余课程
| - 没有 |

## 相关链接
- 日本短期大学列表